# Scenopinus eyrei
Scenopinus eyrei är en tvåvingeart som beskrevs av Kelsey 1975. Scenopinus eyrei ingår i släktet Scenopinus och familjen fönsterflugor. Inga underarter finns listade i Catalogue of Life.